# Митчелл, Натан
Натан Митчелл (англ. Nathan Mitchell;род. 6 декабря 1988, Миссиссога, Онтарио) — канадский актёр.

## Ранняя жизнь
Митчелл родился 6 декабря 1988 года в Миссиссоге, Онтарио, Канада. Имеет ямайские и тринидадские корни. Обучался в художественной средней школе Котра-Парк.

## Личная жизнь
У Митчелла имеется сильная аллергия на орехи, эта особенность была включена в телесериал Пацаны где его первая версия персонажа погибает от аллергия.

## Карьера
Митчелл начал актёрскую карьеру в возрасте 19 лет дебютировав в эпизодической роли в телесериале «Чужие в Америке» которую он исполнял па протяжении трёх эпизодов. В 2010 году Митчелл исполнил небольшие роли в телесериале «Горячая точка», «Тайные операции» и «Невероятная история». В 2011 исполнил эпизодическую роль в телесериале «Рухнувшие небеса», а также исполнил небольшую роль в двух эпизодах ситком сериала «Быть как Инди». В 2013 появился в телесериале «Люди будущего», где исполнил роль одного из агентов. В 2014 году появился в телесериалах «Лотерея», «Кедровая бухта», «Раш» и «Стрела». В 2015 году появился в двух эпизодах телесериала «Мотив», а в 2016 году исполнил второстепенную роль в автобиографическом фильме «История Ванды Дюрант», эпизодическую роль в комедийном сериале «Суперженщины», телефильме «Новобрачные и мёртвые» и романтически-драматическом телефильме «Спаси меня» за который был номинирован на премию Leo в категории «Лучшая мужская роль второго плана в телевизионном фильме». В том же году исполнил эпизодическую роль в телесериале «Вне времени» и роль наёмника в пяти эпизодах телесериала «Я — зомби». В 2017 появился в фильме «Морской пехотинец 5: Поле битвы», телесериале «Сверхъестественное» и «Бестия». В этом же году появился в телефильмах «Ясновидец: Фильм» и »Судный день». В 2018 исполнил второстепенную роль в фильме «Выжженная земля». В 2019 году начал сниматься в телесериале «Пацаны» в роли Ирвинга / Чёрного Нуара, однако после смерти его персонажа в третьем сезоне, появился в качестве Чёрного Нуара II. В 2021 году появился в эпизодической роли в телесериале «Сюрреалистическая недвижимость», а также повторил роль Ирвинга / Чёрного нуара в веб-сериале ««Семёрка» на «Семёрке»». Также в том же году начал сниматься в телесериале «Джинни и Джорджия».

## Фильмография
| Год          |    | Русское название                | Оригинальное название                | Роль                                  |
| ------------ | -- | ------------------------------- | ------------------------------------ | ------------------------------------- |
| 2007         | с  | Чужие в Америке                 | Aliens in America                    | Джеффри                               |
| 2010         | с  | Горячая точка                   | Flashpoint                           | Сидней                                |
| 2010         | с  | Тайные операции                 | Covert Affairs                       | Томми                                 |
| 2010         | с  | Невероятная история             | Unnatural History                    | Грег                                  |
| 2011         | с  | Рухнувшие небеса                | Falling Skies                        | Паркер                                |
| 2011—2012    | с  | Быть как Инди                   | How to Be Indie                      | Тич                                   |
| 2013—2014    | с  | Люди будущего                   | The Tomorrow People                  | Ультра-агент                          |
| 2014         | с  | Лотерея                         | The Lottery                          | Бармен                                |
| 2014         | с  | Кедровая бухта                  | Cedar Cove                           | Том                                   |
| 2014         | с  | Раш                             | Rush                                 | офицер Харвуд                         |
| 2014         | с  | Стрела                          | Arrow                                | Исаак Стенцлер                        |
| 2015—2016    | с  | Мотив                           | Motive                               | Рассел Боуман / Фил                   |
| 2016         | тф | История Ванды Дюрант            | The Real MVP: The Wanda Durant Story | Реджи                                 |
| 2016         | вс | Суперженщины                    | Electra Woman and Dyna Girl          | Строкер                               |
| 2016         | тф | Новобрачные и мёртвые           | Newlywed and Dead                    | кавалерист                            |
| 2016         | тф | Спаси меня                      | Twist of Fate                        | Зак                                   |
| 2016         | с  | Вне времени                     | Timeless                             | Джей                                  |
| 2016—2017    | с  | Я — зомби                       | iZombie                              | Поющий наемник                        |
| 2017         | ф  | Морской пехотинец 5: Поле битвы | The Marine 5: Battleground           | Коул                                  |
| 2017         | с  | Сверхъестественное              | Supernatural                         | Келвин                                |
| 2017         | с  | Бестия                          | Rogue                                | Койл                                  |
| 2017         | тф | Ясновидец: Фильм                | Psych: The Movie                     | Черный джентльмен-ниндзя              |
| 2017         | тф | Судный день                     | Doomsday                             | Ричард                                |
| 2018         | ф  | Выжженная земля                 | Scorched Earth                       | Зи                                    |
| 2019 — н. в. | с  | Пацаны                          | The Boys                             | Ирвинг / Чёрный Нуар / Чёрный Нуар II |
| 2021         | с  | Сюрреалистическая недвижимость  | SurrealEstate                        | Зик                                   |
| 2021         | вс | «Семёрка» на «Семёрке»          | Seven on 7                           | Чёрный Нуар                           |
| 2021 — н. в. | с  | Джинни и Джорджия               | Ginny & Georgia                      | Зайон Миллер                          |

## Награды и номинации
| Год  | Награда        | Категория                                                | Номинация за | Результат | Примечания |
| ---- | -------------- | -------------------------------------------------------- | ------------ | --------- | ---------- |
| 2017 | Leo Awards     | Лучшая мужская роль второго плана в телевизионном фильме | Спаси меня   | Номинация | [ 18 ]     |
| 2019 | Кинопремия IGN | Лучший актёрский состав на телевидение                   | Пацаны       | Номинация | [ 19 ]     |
| 2020 | Кинопремия IGN | Лучший актёрский состав на телевидение                   | Пацаны       | Номинация | [ 20 ]     |